# Sinoti Sinoti
Sinoti To'omaga Sinoti (Wellington, 9 settembre 1985) è un rugbista a 15 neozelandese di origine samoana, attivo nel ruolo di tre quarti ala ed internazionale per le Samoa.

## Biografia
Sinoti nasce a Wellington, in Nuova Zelanda, da genitori di origini samoane.
Nel 2008-09 milita in Francia tra le file del Tolone, per poi passare al Castres la stagione successiva di Top 14.
Nel 2010 fa ritorno in Patria, giocando due stagioni in ITM Cup con Hawke's Bay.
Nell'estate 2011 viene ingaggiato dagli Aironi in Pro12, disputando la stagione successiva con le neonate Zebre.
Nel 2013 torna nuovamente in Nuova Zelanda accasandosi al Wellington, prima di fare ritorno in Europa nel club di Newcastle impegnato in English Premiership.

### Carriera internazionale
Il 20 ottobre 2010 a Tokyo, fa il suo esordio internazionale con la nazionale samoana contro il Giappone; successivamente, disputa la World Rugby Pacific Nations Cup 2015 e 2018, venendo richiamato nel 2019 per disputare gli spareggi intercontinentali valevoli per la qualificazione alla Coppa del Mondo di rugby 2019 contro la Germania.

## Palmarès
- RFU Championship: 1

Newcastle: 2019-20